# Йохан III (Верле)
Йохан III фон Верле (на немски: Johann III von Werle, van Ruoden; * пр. 1300; † между 1 април и 28 август 1352) е от 1316 до 1352 г. господар на Верле-Голдберг.
Той е син на Николаус II фон Верле (1275 – 1316) и първата му съпруга принцеса Рихса Датска (ок. 1279 – 1341), дъщеря на датския крал Ерик V Клипинг (1249 – 1286) и Агнес фон Бранденбург-Стендал (1257 – 1304), дъщеря на маркграф Йохан I фон Бранденбург. Сестра му София (* ок. 1300; † 1339) се омъжва ок. 1316 за Герхард Герхард III Велики фон Холщайн, граф фон Холщайн, херцог на Шлезвиг (1294 – 1340).
След смъртта на баща му през 1316 г. Йохан III и чичо му Йохан II фон Верле († 1337) разделят територията. Йохан III поема управлението в госодството Верле-Голдберг, чичо му Йохан II поема управлението в частта Верле-Гюстров.
В Голдберг Йохан III си прави дворец. От 1350 г. той оставя управлението на своя син и съ-регент Николаус IV. През 1352 г. Йохан III умира и е погребан вероятно в манастир Малхов.

## Фамилия
Йохан III се жени 1317 г. за принцеса Матилда фон Померания-Щетин (* ок. 1320; † юли 1331, 1332), дъщеря на херцог Ото I от Померания-Щетин. Те имат децата:
- Йоахим цу Верле-Голдберг († 1341)
- Николаус IV (* ок. 1320; † 1354), господар на Верле, женен за Агнес фон Линдов-Рупин (* ок. 1345), дъщеря на граф Улрих II фон Линдов-Рупин и принцеса Агнес фон Анхалт-Цербст
- Матилда (Мехтхилд) (* ок. 1328; † 1354), омъжена за граф Ото I Шверин († 1357)

Йохан III се жени втори път сл. 1332 г. за Рихардис. Те имат две деца:
- Рихца, 1392 – 1402 приорин в манастир Добертин
- София (* ок. 1340; † 1384), омъжена за Албрехт VI фон Линдов-Рупин (* ок. 1330; † 1391), син на граф Улрих II фон Линдов-Рупин и принцеса Агнес фон Анхалт-Цербст